# Complejo astronómico El Leoncito
El Complejo Astronómico El Leoncito (CASLEO) es un observatorio astronómico ubicado en el departamento Calingasta, al oeste de la provincia de San Juan, casi al pie de la cordillera de los Andes, Argentina. 
Se encuentra a 2552 m s. n. m., en las estribaciones occidentales de la Sierra del Tontal, en el cordón central o precordillera de San Juan, 30 kilómetros al sur de la localidad de Barreal. Todo el complejo se halla dentro de una Reserva Astronómica de 70 000 hectáreas, lo que garantiza la preservación de la calidad de su cielo. 
El Complejo El Leoncito es uno de los dos observatorios localizados en el parque nacional El Leoncito, el otro es la "Estación Astronómica Carlos U. Cesco", del Observatorio Félix Aguilar.

## Historia
Los orígenes de la idea para la instalación de un "gran telescopio" datan de mediados de la década de 1940, poco tiempo después de la puesta en servicio del telescopio de 1,52 metros de la Estación Astrofísica de Bosque Alegre del Observatorio Nacional Argentino, actual Observatorio  Astronómico de Córdoba.
El proyecto, se revitalizó cuando el Dr. Jorge Sahade, que se encontraba en EE. UU., antes de regresar al país en 1958, llegó a la conclusión, tras consultas con expertos, de que lo más recomendable era un telescopio de 2,15 m, similar al que en ese momento se estaba construyendo para la Asociación de Universidad para Investigación Astronómica (AURA) para instalar en Kitt Peak (Arizona), que accedió a brindar la documentación correspondiente para la  construcción. El costo total del telescopio, accesorios y construcciones se estimó en 2 millones de dólares.
El Complejo Astronómico El Leoncito se establece en una estancia donada por Héctor Hilario Zamarbide, quien le brindó acceso a los científicos de la Universidad Norteamericana de Yale a principios de la década de 1960 para realizar un estudio astronómico para determinar movimientos propios absolutos de estrellas australes. Dichos científicos, tras realizar los estudios y sorprendidos por las condiciones geográficas y meteorológicas ideales que brindaba la ubicación, decidieron emplazar allí un observatorio de vanguardia. El Complejo Astronómico El Leoncito fue creado formalmente el 10 de mayo de 1983 mediante un acuerdo firmado entre la entonces Subsecretaría de Ciencia y Tecnología (SUBCYT); el Consejo Nacional de Investigaciones Científicas y Técnicas (CONICET); la Universidad Nacional de La Plata (UNLP); la Universidad Nacional de Córdoba (UNC), y la Universidad Nacional de San Juan (UNSJ). Fue inaugurado el 12 de septiembre de 1986 y comenzó su operación efectiva el 1 de marzo de 1987.
El telescopio y sus accesorios permanecieron en cajones y galpones por 20 años en el predio del Observatorio Astronómico de La Plata hasta su transporte al destino final, en San Juan.

## Estructura
El sector construido supera los 2000 m² cubiertos. En el sitio se dispone de capacidad hotelera para unas 20 personas. Las necesidades técnicas están cubiertas a través de un taller mecánico de precisión, un laboratorio de electrónica, laboratorio de óptica, computación y otros elementos propios de la actividad que se debe desarrollar. Se dispone de un servicio eléctrico comercial y una usina propia a los efectos de continuar con el trabajo en el caso de cortes. En esas circunstancias un sistema de energía continua mantiene en funcionamiento las computadoras y otros equipos sensibles hasta que los grupos electrógenos propios comiencen a generar energía.

## Finalidad
Este observatorio es una institución que brinda importantes servicios a la comunidad científica a efectos de que los astrónomos puedan llevar a cabo sus programas de observación. En este sentido, sus principales funciones son la operación, el mantenimiento, y el desarrollo de instrumental astronómico, proveyendo además apoyo técnico, administrativo y de infraestructura a los científicos autorizados a hacer uso del servicio. Las propuestas presentadas por los astrónomos argentinos y extranjeros son evaluadas por un Comité Científico, que decide la adjudicación del tiempo de observación.
CASLEO cuenta con un telescopio reflector de 2,15 metros de diámetro, que pertenece a la UNLP, además de otros telescopios menores. El complejo es operado por el Consejo Nacional de Investigaciones Científicas y Técnicas (CONICET). Astrónomos de todo el mundo lo visitan para hacer observaciones e investigaciones. El lugar de emplazamiento fue elegido particularmente por la limpidez de su cielo y el clima favorable, que permiten un promedio anual de 270 noches de observación.

## El Complejo Astronómico El Leoncito hoy
En la actualidad, el Complejo Astronómico incluye una serie de instrumentos que opera y mantiene el personal de la institución:
- El Telescopio "Jorge Sahade" (JS), con su 2.15 m de diámetro, es el telescopio de mayor abertura de Argentina.

- Telescopio "Helen Sawyer Hogg" (HSH) de 24" de abertura es propiedad de la Universidad de Toronto (Canadá). Entre 1971 y 1997 operó en el Observatorio de Las Campanas, Chile.[5] En la actualidad se encuentra instalado en el Cerro Burek (CASLEO), bajo la operación de este observatorio.

- Telescopio Solaris-4, una iniciativa científica polaca que tiene como objetivo la búsqueda de planetas extrasolares circumbinarios utilizando una red de telescopios robóticos. El proyecto se desarrolla desde 2010,  por el grupo del Prof. Maciej Konacki del Centro Astronómico Nicolás Copernico de la Academia Polaca de Ciencias.

- Astrógrafo para el Hemisferio Sur  (Astrograph for the Southern Hemisphere) (ASH), un telescopio de amplio campo fabricado por Astro Works Corporation, instalado en el Cerro Burek  y operado gracias a un acuerdo entre el Instituto de Astrofísica de Andalucía (IAA) y el CASLEO. La comunidad astronómica argentina tiene acceso al 20% del tiempo de este telescopio.

- Telescopio "Horacio Ghielmetti" (THG), instalado en el Cerro Burek por un acuerdo entre el Instituto de Astronomía y Física del Espacio (IAFE) y el CASLEO.[6]

- Telescopio Solar de Ondas Submilimétricas (SST) y Laboratorio de Heliogeofísica de Montaña (LHM),  construidos por medio de una colaboración internacional entre el Centro de Rádio Astronomia e Astrofísica Mackenzie (Brasil) y el CASLEO. Otros coparticipantes brasileños relevantes son la Universidade Estadual de Campinas, el Instituto Nacional de Pesquisas Espaciais, la Universidad Federal de Rio de Janeiro y el Observatorio Solar "Bernard Lyot".